# Faworyt-Arena
Faworyt-Arena (ukr. Фаворит-Арена) – lodowisko w Chersoniu.
Budynek oddano do użytku 2009. Lodowisko służyło za obiekt drużyny hokejowej Dnipro Chersoń.
Podczas wojny rosyjsko-ukraińskiej w 2023 agresorzy dokonali ataku, wskutek czego uszkodzono dach i fasadę. 16 kwietnia 2025 obiekt został zniszczony w wyniku bombardowania przeprowadzonego przez wojska rosyjskiego.